# Millettia micans
Espèce
Statut de conservation UICN

 EN B2ab(iii) : En danger
Millettia micans est une espèce de plantes à fleurs de la famille des Fabaceae.

## Publication originale
- Die Pflanzenwelt Ost-Afrikas C: 212. 1895.